# Jatropha paradoxa
Jatropha paradoxa är en törelväxtart som först beskrevs av Emilio Chiovenda, och fick sitt nu gällande namn av Emilio Chiovenda. Jatropha paradoxa ingår i släktet Jatropha och familjen törelväxter.
Artens utbredningsområde är Somalia. Inga underarter finns listade i Catalogue of Life.